# مقاطعة عيل بردى
مقاطعة عيل بردى (بالصومالية: Degmada Ceel-Barde)‏ إحدى مقاطعات محافظة بكول جنوب غرب الصومال، عاصمتها عيل بردى.

## روابط خارجية
- مقاطعات الصومال
- الخريطة الإدارية لمقاطعة عيل بردى